# Yuhu
För andra betydelser, se Yuhu (olika betydelser).
Yuhu är ett stadsdistrikt i Xiangtan i Hunan-provinsen i södra Kina.